# Аппендикулярный инфильтрат
Аппендикулярный инфильтрат — одно из осложнений острого аппендицита промежуточного периода (3—5 дней). Представляет собой конгломерат плотно спаянных друг с другом, воспалительно изменённых тканей, включающих сам аппендикс, а также окружающие его образования: слепую кишку, тонкую кишку, сальник. Как правило, аппендикулярный инфильтрат развивается на 2—4-й день от начала заболевания. При этом в правой подвздошной области, реже в других участках, появляется ограниченное, болезненное при пальпации, плотное и неподвижное образование. Сохраняется симптом Блюмберга и другие симптомы раздражения брюшины. В лейкоцитарной формуле — нейтрофилия с палочкоядерным сдвигом, ускорение СОЭ. Температура 37–38 °C. Через несколько дней клиника аппендицита сворачивается. Наличие аппендикулярного инфильтрата является практически единственным противопоказанием к аппендэктомии (вторым противопоказанием является отказ пациента от операции), из-за отсутствия технической возможности выделить червеобразный отросток из воспалительного конгломерата. Аппендикулярный инфильтрат необходимо дифференцировать в первую очередь с опухолью толстой кишки и болезнью Крона.

## Исход
Возможны два исхода аппендикулярного инфильтрата: разрешение (что происходит у большинства пациентов) или нагноение с образованием периаппендикулярного абсцесса «Инфильтрат — это волк в овечьей шкуре» (А. Г. Бржозовский). Это сопровождается усилением боли, увеличением размера инфильтрата, появлением флюктуации, ухудшением общего состояния, иногда — симптомами раздражения брюшины.

## Лечение
Лечение аппендикулярного инфильтрата консервативное: включает физиотерапию (УВЧ, электрофорез), антибиотикотерапию, холод местно, механически щадящую диету. Через 2-2,5 месяца после рассасывания инфильтрата показана плановая аппендэктомия. Если произошло абсцедирование инфильтрата проводится вскрытие гнойника внебрюшинным доступом, проводится антибиотикотерапия. В случае обнаружения аппендикулярного инфильтрата во время операции, то ограничиваются дренированием брюшной полости, введением в неё антибиотиков. Далее лечат консервативно.